# Корчева, Зоя Григорьевна
Зоя Григорьевна Корчева (укр. Зоя Григорівна Корчева; 1 июля 1922, Дебальцево — 11 декабря 2005, Харьков) — советский и украинский учёный-правовед, кандидат юридических наук (1963), профессор (1995), профессор кафедры уголовного права Национальной юридической академии Украины имени Ярослава Мудрого (1995—2003), специалист в области нарушений безопасности движения и эксплуатации транспорта. Участница Великой Отечественной войны.

## Биография
Зоя Корчева родилась 1 июля 1922 (по другим данным в 1924) года в Дебальцево (ныне — Донецкая область Украины) в рабочей семье. С 1940 года обучалась в Ленинградском юридическом институте. В 1941 году стала инструктором в редакции одной из газет, а затем начиная с того же года трудилась в полевом госпитале. В период Великой Отечественной войны получила тяжёлое ранение, и как следствие осталась инвалидом. С 1943 по 1945 год служила в органах военных трибуналов железнодорожного транспорта Красной армии.
Демобилизовавшись в 1945 году, продолжила получать высшее образование в Харьковском юридическом институте (ХЮИ), который окончила в 1948 году. После окончания ХЮИ стала народным судьёй в Московском районе Харькова. В 1952 году поступила на аспирантуру в ХЮИ, которую окончила в 1956 году. За год до окончания аспирантуры начала работать на ассистентской должности на кафедре уголовного права и процесса ХЮИ, в 1964 году стала доцентом этой кафедры. С 1995 по 2003 год Зоя Григорьевна была профессором кафедры уголовного права Национальной юридической академии Украины имени Ярослава Мудрого (бывший ХЮИ), также некоторое время была членом Совета этого же вуза.
Зоя Григорьевна Корчева скончалась 11 декабря 2005 года в Харькове.
Была награждена орденом Отечественной войны II степени (22 марта 1988), медалью «За победу над Германией в Великой Отечественной войне 1941—1945 гг.» (1967) и почётным знаком «Отличник образования Украины» (2007).

## Научная деятельность
Зоя Григорьевна занималась исследованием вопросов уголовной ответственности за преступления против окружающей среды и преступления против безопасности движения и эксплуатации транспорта. В 1963 году, под научным руководством Владимира Сташиса, Корчева защитила диссертацию на соискание учёной степени по теме «Уголовная ответственность за нарушение безопасности движения и эксплуатации железнодорожного транспорта». В 1995 году получила профессорское учёное звание. Входила в состав научной школы изучающей уголовную ответственность за преступления в сфере хозяйственной деятельности при кафедре уголовного права ХЮИ.
Написанная Корчевой диссертация стала первым трудом исследующим проблему применения статей  85 Уголовного кодекса РСФСР и 77 Уголовного кодекса Украинской ССР (в обоих кодексах — «Нарушение правил безопасности движения и эксплуатации транспорта»). В работе были исследованы причины и условия сопутствующие этому преступлению, проведён анализ состава преступления, и были предложены меры по предупреждению этого преступления.
По состоянию на 1998 год была автором либо соавтором 32 научных трудов. Среди научных трудов Зои Корчевой важнейшими были: кафедральный конспект лекций «Ответственность за транспортные преступления (ст. 77 УК УССР)» (1965/66), «Ответственность за транспортные преступления (ст. 77 УК УССР)» (1982), практическое пособие «Советское законодательство о религиозных культах» (1985, в соавторстве) и учебник «Уголовное право. Особенная часть» (укр. Кримінальне право. Особлива частина; 2001, в соавторстве).